# Thomas Lawyer

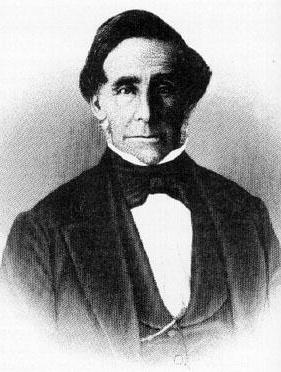
Thomas Lawyer

Thomas Lawyer (* 14. Oktober 1785 in Schoharie, New York; † 21. Mai 1868 in Lawyersville, New York) war ein US-amerikanischer Jurist und Politiker. Zwischen 1817 und 1819 vertrat er den Bundesstaat New York im US-Repräsentantenhaus.

## Werdegang
Thomas Lawyer wurde ungefähr zwei Jahre nach dem Ende des Unabhängigkeitskrieges in Schoharie geboren und wuchs dort auf. Er studierte Jura. Nach dem Erhalt seiner Zulassung als Anwalt begann er im Schoharie County zu praktizieren. 1816 saß er in der New York State Assembly. Er war Brigadegeneral in der Nationalgarde von New York.
Als Gegner einer zu starken Zentralregierung schloss er sich in jener Zeit der von Thomas Jefferson gegründeten Demokratisch-Republikanischen Partei an. Bei den Kongresswahlen des Jahres 1816 für den 15. Kongress wurde er im 13. Wahlbezirk von New York in das US-Repräsentantenhaus in Washington, D.C. gewählt, wo er am 4. März 1817 die Nachfolge von John B. Yates antrat. Er schied nach dem 3. März 1819 aus dem Kongress aus.
Zwischen 1822 und 1831 war er Bezirksstaatsanwalt im Schoharie County. Er saß im Jahr 1846 wieder in der New York State Assembly. Am 21. Mai 1868 starb er in Lawyersville. Zu jenem Zeitpunkt war der Bürgerkrieg ungefähr drei Jahre zu Ende.